# 与次郎太夫
与次郎太夫（よじろうだゆう、生没年不詳）は戦国時代の古橋村（長浜市木之本町古橋）の百姓。

## 概要
慶長5年（1600年）関ヶ原の戦いで敗れた石田三成は古橋村に逃れ、一時法華寺三珠院に匿われるも、暫くして村中に噂が広まってしまった。三成を案じた与次郎太夫はオトチの岩窟に匿った 。
この時与次郎太夫は石窟に隠れる三成に毎日食事を運びに行ったと伝わる。
与次郎太夫が三成をかくまって世話をしていることを知った名主は、太夫を呼び出し三成を田中吉政に引渡すようにすすめた。三成もこれ以上迷惑はかけられないと与次郎太夫を説得し捕えられた 。
三成を匿った理由として、かつて古橋村が飢饉に襲われた際に三成が村人たちに米を分け与え、それを与次郎太夫が恩義に感じたためという説もある。